# Сергеј Станишев
Сергеј Дмитријевич Станишев (буг. Сергей Дмитриевич Станишев) је бугарски политичар и бивши председник Владе Бугарске од 2005. до 2009. Председава Високим саветом Бугарске Социјалистичке партије.
Рођен је 5. маја 1966. у граду Херсон у Украјини. Његов отац Димитар Станишев је био секретар Централног комитета Комунистичке партије Бугарске, одговоран за међународне послове док је његова мајка Дина Мухина, професорка словенске филологије на Универзитету у Софији. Има једног старијег брата, архитекту Георга Станишева.
Средњу школу је завршио у Софији. Дипломирао је на историјском факултету, московског државног универзитета Ломоносов 1989. године на тему улоге униформе на борбени дух чланова Црвеме армије. Пет година касније је докторирао. Стручну специјализацију из политичких наука је завршио 1998. такође у Москви а у Лондону је 2000. године завршио специјализацију из међународних односа са стручном темом савремене спољне политике Русије.
Сергеј Станишев је био совјетски а затим и руски држављанин све до 1996. када је отказао руско држављанство у корист бугарског.
Од 1985. до 1987. и од 1994. до 1995. радио је као слободни новинар. Аутор је више од 50 публикација везаних за спољнполитичку тематику како у бугарским тако и у иностраним издањима.
У политику се активно укључио током 2001. као представник изборне јединице Русе у парламенту.
Августа 2005. године је изабран за премијера Бугарске са 168 гласова за и 67 против након више недеља политичке кризе која је окончана формирањем велике коалиције.
Станишев је члан невладине организације „Интернет друштво Бугарске“ и сматра се нетипичним политичарем модерног типа. На сабору у Бузлуџи се појавио на мотору са мајицом ка којој је писало „ако ово читате, Елена је сигурно негде успут испала“.